# Töttös
Töttös é um município da Hungria, situado no condado de Baranya. Tem 22,99 km² de área e sua população em 2019 foi estimada em 532 habitantes.